# Паскевич Юрій Аврамович
Юрій Аврамович Паскевич (19 серпня 1931 , Київ  — 6 вересня 2007 , Київ ) — київський архітектор-містобудівник, художник, заслужений архітектор України (1992).

## Біографія
У 1955 році закінчив архітектурний факультет Київського інженерно-будівельного інституту, навчався у Йосипа Каракіса. Ю. А. Паскевич працював в інституті «Київпроект» (головний архітектор проєктів), брав участь у розробці генеральних планів Києва. Багато років входив до керівництва Київської міської організації Українського товариства охорони пам'яток історії та культури; активно сприяв збереженню історичної забудови Києва. Завдяки його зусиллям було відтворено сакральний образ Центральної синагоги (синагоги Бродського). Останній рік свого життя він працював над проєктом музею-меморіалу в Бабиному Яру. Прощання з архітектором проходило в синагозі Бродського 10 вересня 2007.

## Вклад в архітектуру
- Генеральний план Києва 1967[4], 1986.
- Містобудівна проєкт по забудові масиву Вигурівщина-Троєщина[5][6][7]
- Містобудівна проєкт по забудові району Оболонь. Територія — 1355 га, загальна житлова площа — 3500 тис. м ², населення — 300 тис. чол. Основна забудова 9-16-поверхові будинки серій 1-КГ-480, БПС-6, 96, 134, КТ, Т-4, АППС, «Радмін»)[8]
- Містобудівна проєкт по забудові Подолу[9]
- Містобудівна проєкт по забудові житлового району «Виноградар»
- Реконструкція Центральної синагоги (синагоги Бродського)[10][11]
- Пам'ятник Менора в Бабиному Яру (у співавторстві з Якимом Левич і Олександром Левич)[12][13][14]

## Нагороди
Двічі лауреат премій Ради Міністрів УРСР (в колективі):
- 1976 — за проєкт інженерної підготовки території житлового масиву Оболонь в Києві;
- 1989 — за Генеральний план розвитку Києва і здійснення будівництва за ним.

Заслужений архітектор України (1992).

## Оцінки творчості Паскевича
Лариса Павлівна Скорик (архітекторка, член-кореспондент Національної академії мистецтв України):
 Моя дисертація була присвячена реконструкції центрів історичних міст. При розробці генплану Львова і детального планування його центру треба було подбати про те, щоб нічого не знищити, і разом з тим розвинути настільки, наскільки це можливо. Так як я можу на все це спокійно дивитися, якщо вони немов зроду не «нюхали» містобудування? Це вищий пілотаж архітектурної науки, і це під силу людям, які мають величезний багаж знань і величезний талант, бо можна запроєктувати зовсім непоганий будинок і продумати благоустрій його території — все буде виглядати досить пристойно, але в містобудівному ансамблі воно буде виглядати нонсенсом. Вибачте, але в місті кожен його фрагмент — це великий комплекс, де все має бути вивіреним. Один з містобудівників від бога, Юрій Паскевич, зараз відправлений на пенсію — він розумів ці тонкощі. 

## Виставки
- Виставка картин Паскевича (2006)[2]

## Публікації
- Кальницький М. Поділ — місце історичне / М. Кальницький; В. Ю  Отченашко, Ю. Паскевич; А. С. С. — 2002. — № 1. — 10 с.